# Præsidentvalget i Frankrig 2002
Frankrigs præsidentvalg 2002 afholdtes 21. april og 5. maj 2002.
Dette valg er blevet kaldt "traumaet fra 21. april" fordi den afgående premierminister ikke blev repræsenteret i anden runde, men slået af højreekstremisten Jean-Marie Le Pen. Jacques Chirac kunne således fejre en overvældende sejr, mens han muligvis ville have tabt mod Jospin i anden runde. Grunden til Jospins nederlag var det store antal kandidater på venstrefløjen. Et stort antal vælgere fra venstrefløjen, som afgjort ville have stemt Jospin i anden runde, stemte anderledes i første, for at give deres stemme et nuanceret udtryk og mange var dybt skuffede over udfaldet.
Efter valget afgik regeringen Jospin og han selv forlod aktiv politik. Chirac udnævnte i stedet Jean-Pierre Raffarin fra De Liberale Demokrater, senereUMP til premierminister.

## Kandidater
|  | Kandidat til det franske præsidentvalg i 2002 | Partiet støtter kandidat                                 | Resultatet i første runde af 2002-præsidentvalget | Resultatet i anden runde af 2002-præsidentvalget |
|  | --------------------------------------------- | -------------------------------------------------------- | ------------------------------------------------- | ------------------------------------------------ |
|  | Jacques Chirac                                | Rassemblement pour la République                         | 19,88%                                            | 82,21%                                           |
|  | Jean-Marie Le Pen                             | Front National                                           | 16,86%                                            | 17,79%                                           |
|  | Lionel Jospin                                 | Parti Socialiste                                         | 16,18%                                            |                                                  |
|  | François Bayrou                               | Union pour la démocratie française                       | 6,84%                                             |                                                  |
|  | Arlette Laguiller                             | Lutte ouvrière                                           | 5,72%                                             |                                                  |
|  | Jean-Pierre Chevènement                       | Mouvement des citoyens                                   | 5,33%                                             |                                                  |
|  | Noël Mamère                                   | Les Verts                                                | 5,25 %                                            |                                                  |
|  | Olivier Besancenot                            | Ligue communiste révolutionnaire                         | 4,25 %                                            |                                                  |
|  | Jean Saint-Josse                              | Chasse, pêche, nature et traditions                      | 4,23 %                                            |                                                  |
|  | Alain Madelin                                 | Démocratie libérale                                      | 3,91%                                             |                                                  |
|  | Robert Hue                                    | Parti communiste français                                | 3,37 %                                            |                                                  |
|  | Christiane Taubira                            | Parti radical de gauche                                  | 2,32 %                                            |                                                  |
|  | Corinne Lepage                                | Citoyenneté, action, participation pour le XXIème siècle | 1,88 %                                            |                                                  |
|  | Christine Boutin                              | Forum des républicains sociaux                           | 1,88 %                                            |                                                  |
|  | Daniel Gluckstein                             | Parti des travailleurs                                   | 0,47 %                                            |                                                  |